# Rhizophydium polystomum
Rhizophydium polystomum är en svampart som beskrevs av Karling 1968. Rhizophydium polystomum ingår i släktet Rhizophydium och familjen Rhizophydiaceae.   Inga underarter finns listade i Catalogue of Life.